# Vital (Album)
Vital bzw. Vital: Van der Graaf Live ist das erste Livealbum der britischen Progressive-Rock-Band Van der Graaf Generator. Es wurde am 16. Januar 1978 im Marquee Club in London aufgezeichnet und, einen Monat nach der (ersten) Auflösung der Band, im Juli 1978 bei Charisma Records herausgegeben. Wie das Vorgängeralbum The Quiet Zone/The Pleasure Dome aus dem Vorjahr wurde Vital unter dem abgekürzten Bandnamen Van der Graaf veröffentlicht. Die Besetzung wurde um den neuen Cellisten und Keyboarder Charles Dickie erweitert, der seit August 1977 in der Band war, und der ehemalige Saxophonist und Flötist David Jackson kam als Gastmusiker zu dieser Aufnahme dazu.

## Musikstil
Das Album ist durch eine teilweise radikale Überarbeitung älteren Materials geprägt, was aus der Abwesenheit Hugh Bantons resultiert, dessen Orgelspiel bis zu seinem Ausstieg 1976 ein Markenzeichen des Sounds der Gruppe war, sowie der zunehmenden Aufgaben von Frontmann Peter Hammill als Rhythmusgitarrist.

## Hintergrund
Van der Graaf gaben ihr Debüt in der neuen Besetzung und unter ihrem verkürzten Namen am 20. Februar 1977 im Londoner Roundhouse. Nach einer Europatournee mit ihren Charisma-Labelkollegen Hawkwind, und einem Konzert an der Brunel University am 25. März verbrachte die Band einen Monat in den Studios von Foel, Rockfield und Morganmit mit den Aufnahmen zu ihrem nächsten Album The Quiet Zone/The Pleasure Dome. Nach zwei Konzerten auf Ibiza wurde im August der Cellist Charles Dickie in die Band aufgenommen. Dickie debütierte mit Van der Graaf im September auf dem First Rider Open Air Festival in Scheeßel. Für den Rest des Jahres 1977 tourte die Band in Portugal, Belgien, Großbritannien, Frankreich, der Schweiz und Deutschland.
Am 15. und 16. Januar 1978 waren Auftritte im Londoner Marquee Club angesetzt, zu denen die Band David Jackson einlud, der Van der Graaf Generator ein Jahr zuvor aus finanziellen, persönlichen und musikalischen Gründen verlassen hatte. Als Gastmusiker spielte Jackson nur am 16. Januar mit und ist auf sechs Songs des Albums zu hören. Die beiden Eröffnungssongs der Konzerte Cat’s Eye/Yellow Fever und The Sphinx in the Face wurden auf dem Album weggelassen.

### Aufnahmen
Für den Mitschnitt des Konzertes im Marquee Club vom 16. Januar wurde ein mobiles 24-Spur-Tonbandgerät verwendet, von dessen Bändern Guy Evans das Album im Foel Studio abmischen sollte. Zu dieser Zeit tourte Peter Hammill in Amerika und stellte sein nächstes Soloalbum, The Future Now von 1978, fertig. Beim Abhören der Bänder stieß Evans auf ein gravierendes technisches Problem mit David Jacksons Aufnahme. Normalerweise wurden Jackson vier Spuren zugewiesen, zwei für den Stereoeffekt seines Doppel-Saxophon-Setups und zwei für die Effektpedals der beiden Kanäle. Bei dieser Aufnahme konnte ihm jedoch nur eine der 24 Spuren zugewiesen werden, die sich anschließend jedoch als völlig stumm erwies. Offenbar war in der Leitung zum Aufnahmegerät war ein Fehler aufgetreten. Evans musste Jacksons Saxophon aus allen anderen Spuren extrahieren, auf die es übergelaufen war, wie zum Beispiel der Gesangsspur. Die extrahierten Saxophonparts musste er bereinigen, im Pegel anheben und zusammenschneiden. Jackson sagte dazu später in einem Interview: „Vital ist für mich ein persönliches Desaster, ich ertrage es nicht, es anzuhören.“

## Titel
Ship of Fools, als Studioversion, ist die B-Seite der 1977 nur in Frankreich erschienenen Single Cat's Eye. Eine erste Veröffentlichung auf CD folgte 1993 auf dem Kompilationsalbum I Prophesy Disaster und auf der erweiterten Neuauflage von The Quiet Zone/The Pleasure Dome von 2005 und 2015 als Bonustrack.
Door war eine unveröffentlichte Studioaufnahme von 1977. Sie ist sowohl auf dem im Jahr 2000 herausgegebenen Kompilationsalbum The Box, als auch auf der bereits zuvor erwähnten Wiederveröffentlichung von The Quiet Zone/The Pleasure Dome enthalten.
Eine Studioversion von Mirror Images erschien später auf Peter Hammills Soloalbum pH7 von 1979. Nadir's Big Chance ist der Titelsong seines gleichnamigen Studioalbums von 1975.
Hammill nahm Sci-Finance als Sci-Finance (Revisited) mit geändertem Text auf seinem 1988 erschienenen Soloalbum In a Foreign Town neu auf. In seiner Rezension für AllMusic beschrieb Greg Prato Sci-Finance (Revisited) als Talking-Heads-ähnlichen New Wave.
Urban ist eine Komposition, die 1975 gelegentlich ohne den Instrumentalteil aus Killer gespielt wurde. Es ist der einzige Song auf Vital, von dem bis dahin keine Studioversion bekannt war. Die neu formierten Van der Graaf nahmen auf ihrer Frühjahrstournee 1977 Urban mit dem eingefügten Teil aus Killer in ihr Repertoire auf, ließen das Stück aber für den Rest des Jahres wieder fallen, um es 1978 erneut ins Programm aufzunehmen.
Das Medley ist eine Kombination aus A Plague of Lighthouse Keepers mit Abschnitten aus Eyewitness, The Clot Thickens und dem zweiten Teil aus The Sleepwalkers. Eine Studioversion dieses Stücks wurde für eine Peel-Session der BBC im Oktober 1977 aufgenommen und ist auf der Kompilation After The Flood (At The BBC 1968–1977) enthalten.
Die Studioversion von Still Life ist auf dem gleichnamigen Album von 1976. Last Frame ist als Studioaufnahme auf The Quiet Zone/The Pleasure Dome, und Killer und Pioneers Over c sind die Haupttitel von H to He, Who Am the Only One von 1970. Die Studioversion von The Sleepwalkers ist 1975 auf Godbluff, und die Studioversion von A Plague of Lighthouse Keepers ist 1971 auf Pawn Hearts erschienen.

### Titelliste
| Nr. | Titel         | Autor(en)     | Aus Studioalbum                         | Länge |
| --- | ------------- | ------------- | --------------------------------------- | ----- |
| 1.  | Ship of Fools | Peter Hammill | B-Seite der Single Cat’s Eye (1977)     | 6:44  |
| 2.  | Still Life    | Hammill       | Still Life (1976)                       | 9:44  |
| 3.  | Last Frame    | Hammill       | The Quiet Zone/The Pleasure Dome (1977) | 9:05  |

| Nr. | Titel                                                     | Autor(en)                                                | Aus Studioalbum                      | Länge |
| --- | --------------------------------------------------------- | -------------------------------------------------------- | ------------------------------------ | ----- |
| 4.  | Mirror Images                                             | Hammill                                                  | ph7 (1979)                           | 5:51  |
| 5.  | Medley: A Plague of Lighthouse Keepers / The Sleepwalkers | Hammill, Hugh Banton, Guy Evans, David Jackson / Hammill | Pawn Hearts (1971) / Godbluff (1975) | 13:43 |

| Nr. | Titel           | Autor(en)        | Aus Studioalbum                     | Länge |
| --- | --------------- | ---------------- | ----------------------------------- | ----- |
| 6.  | Pioneers over c | Hammill, Jackson | H to He, Who Am the Only One (1970) | 17:08 |
| 7.  | Sci-Finance     | Hammill          | In a Foreign Town (1988)            | 6:13  |

| Nr. | Titel                  | Autor(en)                                              | Aus Studioalbum                                                                | Länge |
| --- | ---------------------- | ------------------------------------------------------ | ------------------------------------------------------------------------------ | ----- |
| 8.  | Door                   | Hammill                                                | The Box (2000), The Quiet Zone/The Pleasure Dome (2005 Neuauflage, Bonustrack) | 5:30  |
| 9.  | Urban / Killer / Urban | Hammill / Hammill, Chris Judge Smith, Banton / Hammill | keine / H to He, Who Am the Only One (1970)                                    | 8:18  |
| 10. | Nadir's Big Chance     | Hammill                                                | Nadir’s Big Chance (1975)                                                      | 3:59  |

## Veröffentlichung
In Europa wurde Vital als Doppel-LP auf Charisma Records (CVL0D101) und in den USA auf PVC Records (PVC 9901) herausgegeben. Auf Compact Disc erschien das Album 1989 in Großbritannien ursprünglich zweimal (CVLCD101), zuerst mit der kompletten Trackliste der Doppel-LP auf Cover und Label, aber auf der CD waren jedoch nur die Titel der Seiten A und B. Die korrigierte Auflage enthielt einige Songs der Seiten C und D, mit Ausnahme von Sci-Finance und Nadir's Big Chance sowie aktualisiertem Cover und Label. Das gesamte LP-Doppelalbum wurde ursprünglich, ebenfalls 1989, nur in Japan auf CD veröffentlicht, wobei das Booklet fehlerhafte Songtexte enthielt, wie zum Beispiel „Sit down with the greats“ anstelle des korrekten „Citadel reverberates“ bei Still Life. 2005 wurde eine remasterte Doppel-CD-Version (CVLCDR101) aufgelegt, auf der alle Tracks enthalten waren.

## Rezeption
Zeitgenössische Reaktionen von Kritikern auf Vital fielen allgemein positiv aus, wie im Melody Maker, die Van der Graaf Generator als „eine Band mit genug Rätseln, um Sherlock Holmes drei Bände lang zu beschäftigen“ bezeichnete und feststellte, dass Vital „mehr denn je den inspirierten Strudel aus bitteren Visionen und kontrollierter, trostloser Erhabenheit zeigt, den Van der Graaf erschaffen kann“. John Gill, der für Sounds rezensierte, sagte: „Unverschämt meine parteiische Zuneigung verratend, ist Vital wirklich“, und dass es „die dunkle Seele von VdG einfängt und vergangene und gegenwärtige musikalische Albträume auf Vinyl legt“.
In einer negativen Rezension von John Gray im NME hieß es: „…selbst endlose Ekstase kann langweilig sein.“ Während Gray Vitals Neuauflage von Pioneers over c als „gut geprobt und vollständig“ lobte, Nic Potters Bass-Sound positiv mit Jannick Top von Magma verglich und einige der Geigen- und Cello-Arbeiten guthieß, kritisierte er „quälende Wiedergaben von zwei von Hammills besten Songs“ (Still Life und Last Frame). Er findet, dass die dass absichtlich weggelassenen Texte im Medley von A Plague of Lighthouse Keepers und Sleepwalkers diese Songs unwirksam machten, und reagierte auf den Text von Nadir’s Big Chance, in dem es um „Idioten in ledernen Fesselungsanzügen“ geht, mit: „Was Hammill nicht begreift, ist, dass es in seinen Liedern mehr Fesseln gibt, als es jemals auf der King’s Road geben wird.“
Auch rückblickende Rezensionen fielen positiv aus, so auf dem Progressive-Rock-Portal Babyblaue Seiten, wo es ob seiner Intensität als einmaliges Zeitdokument der Band in einer ungewöhnlichen Formation gelobt, und mit zweimal 10 und je einmal 11 und 13/15 Punkten bewertet wurde. Auf dem englischsprachigen Portal Prog Archives wurde Vital von 307 Benutzern mit 3,81 Punkten bewertet, wobei 28 % der Nutzer die höchste Bewertung von fünf Punkten vergaben.
Auf AllMusic wurde Vital zweimal besprochen. Bruce Eders Rezension bezog sich auf die CD-Pressung CVLCD101, auf der Sci-Finance und Nadir's Big Chance fehlen, während Dave Thompsons Rezension die Wiederveröffentlichung mit dem Titel Vital [Bonus Tracks] von 2005 behandelte, obwohl es sich bei den fraglichen Tracks lediglich um diejenigen handelt, die von der früheren CD-Pressung gestrichen wurden und auf der ursprünglichen Doppel-LP waren. Eder schrieb, dass „die Gruppe die rohe, direkte und unverblümte Herangehensweise präsentiert, die Van Der Graaf Generator trotz der Prog-Rock-Ursprünge der Gruppe zu den Favoriten der Punkbands machte – zwischen Hammills lautem, rauem Gesang und seiner knackigen, überverstärkten Gitarre klingen Still Life, Door und Pioneers Over c fast wie Auftritte von Punkbands“. Beide Kritiker bewerteten Vital mit drei von fünf möglichen Sternen.